# Wapen van Luxemburg (stad)
Het wapen van Luxemburg is op 10 november 1818 door de Hoge Raad van Adel aan de stad toegekend, het Groothertogdom Luxemburg was toen nog onderdeel van het Koninkrijk der Nederlanden. Het wapen heeft grote overeenkomsten met het wapen van het land Luxemburg, de enige verschillen zijn de volgorde van de kleuren en de dubbele staart. De beide leeuwen zijn rood en gekroond.

## Geschiedenis
Een eerste vermelding van een wapen stamt uit de 15e eeuw en toont een kasteel. Nog dezelfde eeuw werden de hertogen van Bourgondië eigenaar van het gebied, waardoor het zegel aangepast werd. Op dit zegel staat een stadspoort met in de poort het wapen van de hertogen.
Het tegenzegel toont eveneens een stadspoort, maar dan met het wapen van de eerste hertogen van Luxemburg. De combinatie van een stadspoort met een leeuw blijft ook bij latere zegels in gebruik.
Een eerste vermelding van een stadswapen was in een wapenboek van Franse steden. Deze vermelding vond plaats op 4 november 1697. In het boek werd aangegeven dat het wapen van de stad en het hertogdom Luxemburg gelijk aan elkaar zijn. Onder overheersing van Napoleon heeft Luxemburg een wapen met een rood schildhoofd met daarin drie gouden bijen op een rij. Dit was een teken dat de stad tot  de eerste klasse van de bonne villes de l'empire behoorde. Dit was de Franse aanduiding voor de goede steden van het Rijk. In 1818 werd het wapen op voordracht van de Hoge Raad van Adel gewijzigd, omdat het dan onderscheiden kon worden van het nationale wapen. Het wapen werd aangepast van tien balken zilver en blauw, naar zilver met vijf blauwe balken. Het officiële wapen werd gedurende de 19e en 20e eeuw gelijktijdig met het oude wapen gebruikt. Gedurende het midden van de 20e eeuw raakte het officiële wapen in onbruik.

## Blazoenering
De  blazoenering van het wapen van Luxemburg luidt als volgt:
Van zilver, gedwarsbalkt van azuur, een leeuw van keel, gekroond van goud
Het wapen is van zilver met vijf blauwe dwarsbalken. Over alles heen staat een rode leeuw met gouden kroon. De kroon op het hoofd van de leeuw is een zogenaamde gravenkroon, omdat deze uit drie bladeren bestaat. Het wapen heeft geen schildhouder(s), kroon of andere versierselen.

## Vergelijkbare wapens
Het stadswapen kan, op historische gronden, vergeleken worden met de volgende wapens:

Het wapen van het land Luxemburg
Het wapen van de groothertog van Luxemburg
Het wapen van de Belgische provincie Luxemburg
Wapen van het Franse departement Moselle